# Lachnaia tristigma
Lachnaia tristigma es una especie de insecto coleóptero de la familia Chrysomelidae. Es endémica de la península ibérica (España y Portugal) y el sur de Francia continental.
Fue descrita científicamente en 1848 por Lacordaire.